# 一関市立一関図書館
一関市立一関図書館（いちのせきしりついちのせきとしょかん）は、岩手県一関市にある公共図書館である。

## 概要
基本理念「でかけよう ことばの海へ知の森へ」を基に2014年に現図書館が開館した。磐井川堤防改修事業に伴って建物の老朽化が進んだ田村町の前図書館から場所を移転し、元々文化センターの競技場があった敷地に設置されている。約30万冊が収蔵可能な閉架書庫などが設けられており、一関市立図書館の中央図書館として機能している。

## フロア構造

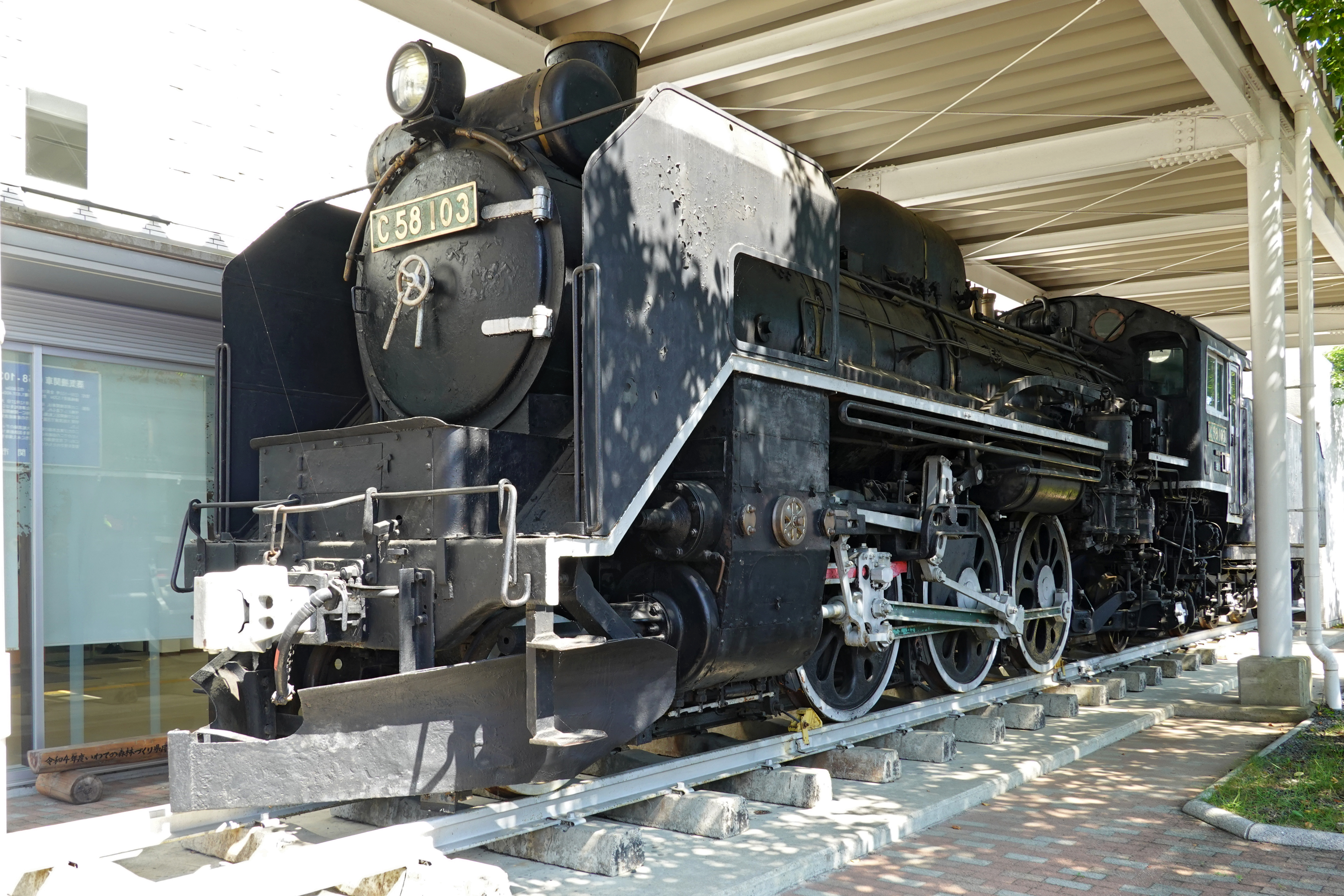
C58103

主な配置としては建物の1階に駐車場、2階に図書館の開架書庫、3階に屋上という形になっている。建物の南の開けたスペースには180台が収容できる駐輪場が設置されている。また、図書館に隣接されている一関文化センターとは1階の駐車場の通路を利用して接続されており、センターと図書館の間の移動が簡便になっている。
一般利用者向けに開放されているフロアは以下を参照。
1F
- 学習室

48席の学習スペースで、図書館主催の講演会・イベント等を開催する。
- Cafe Journal

1階の交流スペースに設けられているカフェ。
2F
- 総合カウンター

図書の貸出・返却・予約や利用者登録受付や施設の申込などの総合窓口。
- 一般コーナー

入門的なものから、大学生や社会人の調査・研究に役立つ専門的なものまで、各分野の資料を収集している。
- 雑誌・新聞コーナー

約200タイトルの雑誌と各種新聞を閲覧可能。
- ティーンズコーナー

中学生・高校生向けの若い世代の本があり、交流の場としてメッセージボードなども設置されている。
- 自動貸出機

資料に貼付されたICタグを利用し、テーブルに置き貸出資料数を入力することで貸出処理が可能。
- PCコーナー

インターネットで調べものができ、利用者が持ち込んだ機器も利用が可能。
- 視聴覚コーナー

図書館のCD及びDVDの視聴が可能。
- 対面朗読室

障がいが有る利用者等へ資料の検索やその他の補助をする。
- グループスペース1

図書館資料を利用して調査・研究するための部屋。
- サポータールーム

図書館内でボランティア活動をする方向けの部屋。
- サンルーム

飲食や待ち合わせなどに活用できる。
- 読書テラス

読書のためのデッキで飲食も可能。
- 絵本・児童書コーナー

絵本や読み物が約3.5万冊収蔵されており、児童専用のカウンターがある。
- なかよしひろば

乳幼児が楽しめる大型絵本などがあり、自由に利用ができる。
屋外
国鉄C58形蒸気機関車が静態保存されている。

## 建物構造
建物の構造は鉄筋コンクリート造の3階建で、閲覧部分の屋根は鉄骨造、エントランス部分は一部鉄骨鉄筋コンクリート造となっている。2階の閲覧室部分は鉄骨とプレストレストコンクリートによりスパン17ｍの空間を確保している。

## 移動図書館
本図書館では1959年（昭和34年）から移動図書館が運行されている。運行開始から1964年（昭和39年）に専用車両わかくさ号が導入されるまでは借用車両を使用していた。現在使用している車両は2021年（令和3年）4月7日から運行されている5代目わかくさ号で、トラックがベースになっており2500冊の図書を積載できる。